# Sergent Bilko
Pour plus de détails, voir Fiche technique et Distribution.
Sergent Bilko (Sgt. Bilko) est un film américain réalisé par Jonathan Lynn, sorti en 1996.
Le titre fait référence au personnage Ernest G. Bilko de la série The Phil Silvers Show, à l'antenne de CBS durant 143 épisodes, entre 1955 et 1959.

## Synopsis
Le sergent Ernest G. Bilko, du régiment de Fort Baxter, n'a rien à faire du règlement militaire. Pour lui l'armée n'est qu'une façade, et lorsque personne ne regarde, le joueur invétéré qu'il est, refait surface. De ce fait, ces hommes sont plus aguerris aux jeux de cartes, de roulette et autres paris, qu'à la bonne marche d'un bataillon. Cela même au nez de son Colonel qui ne voit vraiment rien des magouilles de ce sergent indigne de porter l’uniforme. Mais le jour où Fort Baxter est menacé de fermeture, Bilko devra user de tous ses talents afin de sauver le Fort.

## Fiche technique
- Titre français : Sergent Bilko
- Titre original : Sgt. Bilko
- Réalisation : Jonathan Lynn
- Scénario : Andy Breckman
- Musique : Alan Silvestri
- Photographie : Peter Sova (en)
- Montage : Tony Lombardo
- Production : Brian Grazer
- Sociétés de production : Universal Pictures & Imagine Entertainment
- Société de distribution : Universal Pictures
- Pays de production :  États-Unis
- Langue : Anglais
- Format : Couleur - DTS - DTS-Stereo - 35 mm - 2.35:1
- Genre : Comédie
- Durée : 93 min
- Dates de sortie : 
  - États-Unis : 29 mars 1996
  - France : 16 juillet 1997
- Budget : ~ 29 000 000 $ US

## Distribution
- Steve Martin (VF : Jacques Frantz) : Le sergent Ernest G. Bilko
- Phil Hartman (VF : Joël Martineau) : Le commandant Colin Thorn
- Glenne Headly : Rita Robbins
- Dan Aykroyd (VF : Richard Darbois) : Le colonel John T. Hall
- Daryl Mitchell (VF : Sidney Kotto) : Walter T. Holbrook
- John Marshall Jones : Le sergent Henshaw
- Pamela Adlon : Le sergent Raquel Barbella
- Max Casella : Dino Paparelli
- Eric Edwards : Duane Doberman
- Austin Pendleton : Le major Ebersole
- Brian Leckner : Sam Fender
- Dan Ferro : Tony Morales
- John Ortiz : Luis Clemente
- Mitchell Whitfield : Mickey Zimmerman
- Chris Rock : Premier lieutenant Oster
- Cathy Silvers : Premier lieutenant Monday
- Richard Herd : Le général Tennyson
- Steve Park : Le capitaine Moon

## Autour du film
- Cathy Silvers, qui joue le Premier Lieutenant Monday, est la fille de Phil Silvers qui jouait le Sergent Bilko, dans la série originale.